# Festinatio

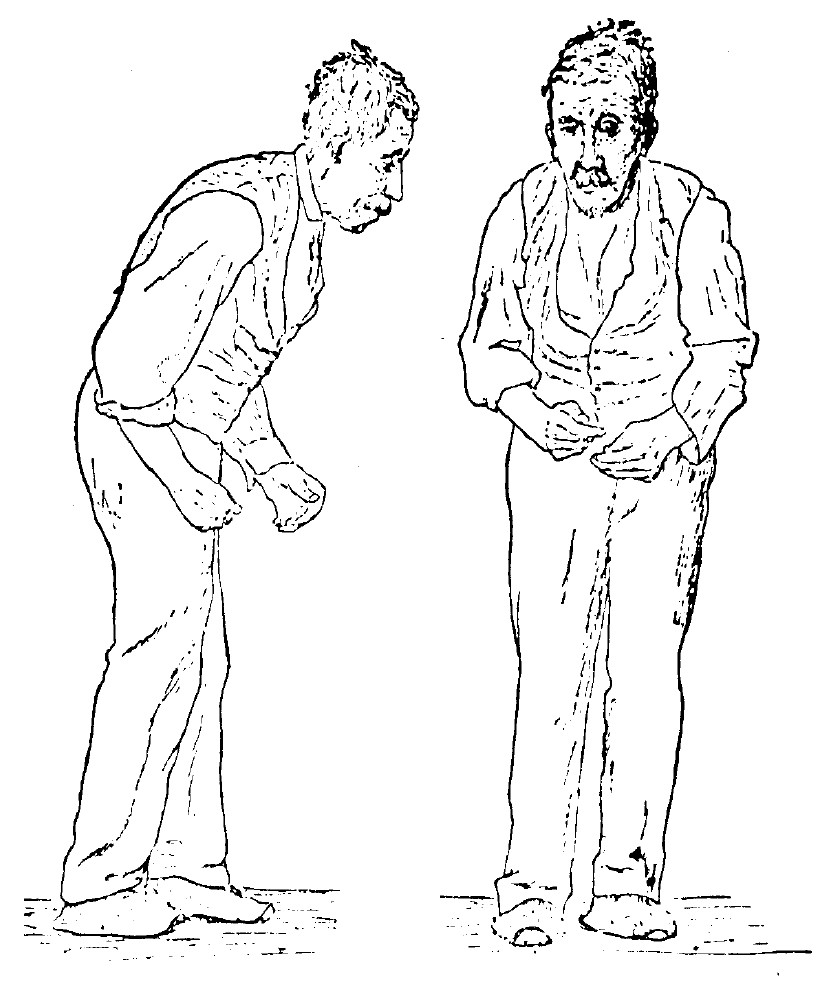
Postura tipica del paziente con malattia di Parkinson - Disegno di William Richard Gowers.

L'andatura parkinsoniana, o festinatio, è un progressivo aumento della velocità di marcia associato a una riduzione dell'ampiezza dei passi, finalizzato a mantenere il baricentro esattamente sui piedi.
È un sintomo frequente della malattia di Parkinson, presente soprattutto nei pazienti anziani con uno stadio avanzato della malattia, mentre è raro nel parkinsonismo sintomatico che caratterizza le discinesie da effetti collaterali dei farmaci antipsicotici.